# Magyar korona
A magyar korona az osztrák–magyar koronát felváltó pénznem volt, melyet az első világháború után vezettek be a felbomló monarchia romjain alakuló független Magyarország új határai között. Súlyos hiperinfláció után fokozatosan stabilizálták, ami 1927-ben lehetővé tette a magyar pengő bevezetését.

## Bevezetés

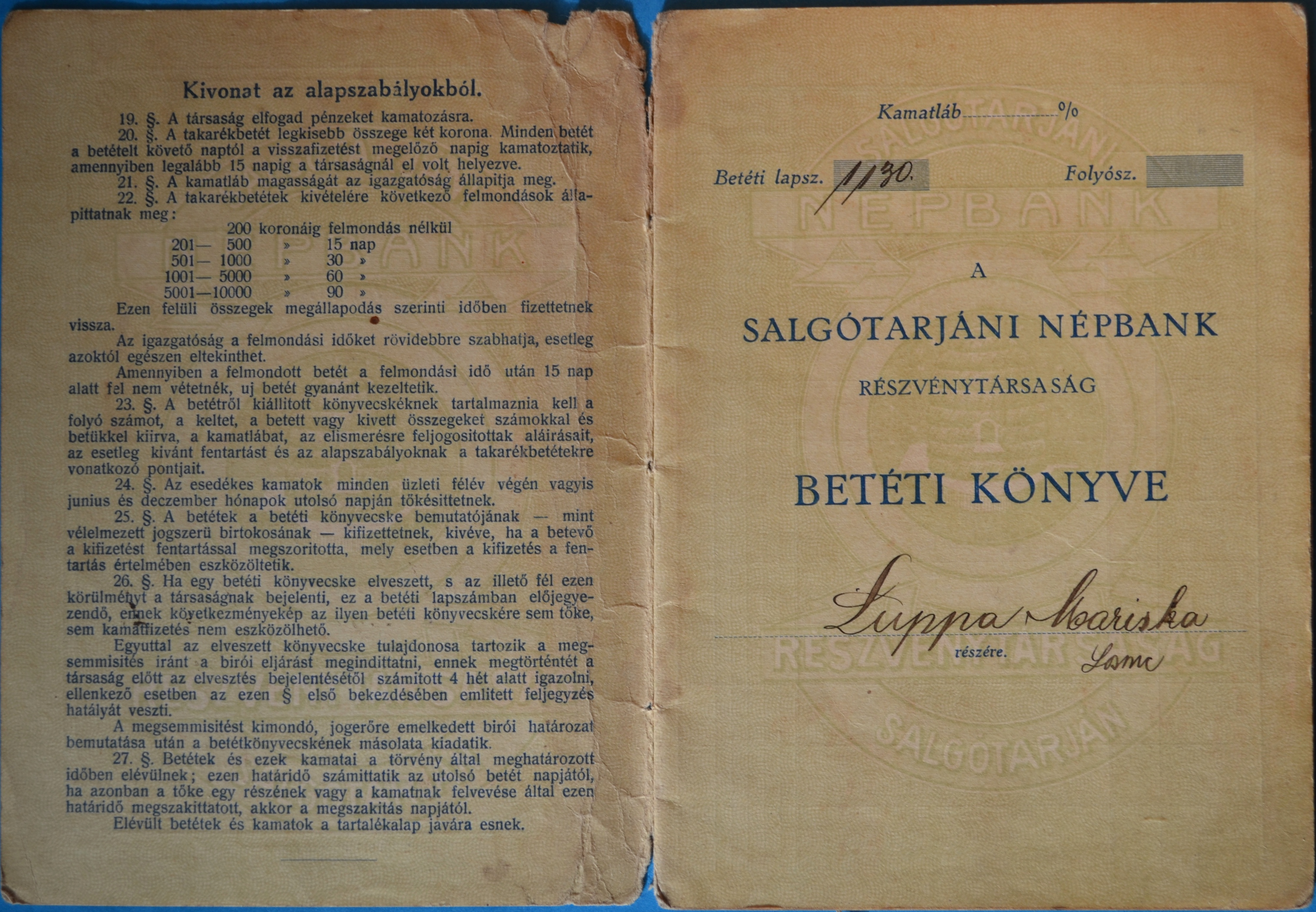
Betéti könyv 1921-ben, az alapszabályokban takarékbetét legkisebb összege két korona volt.

Az első világháborút lezáró Párizs környéki békeszerződések (hazánk esetében a trianoni békeszerződés) előírták, hogy az utódállamok kötelesek felülbélyegezni az Osztrák–Magyar Bank területükön forgalomban lévő bankjegyeit, majd – egy átmeneti időszak után – lecserélni saját pénznemükre. Magyarország esetében ez az új pénznem szintén a korona nevet viselte, és 1 : 1 arányban váltotta fel osztrák–magyar megfelelőjét. Mivel Magyarország utolsóként bélyegezte felül és cserélte le a pénzeit, ráadásul a felülbélyegzéshez használt primitív gumibélyegzőket könnyen lehetett utánozni, a közös pénznek igen nagy hányada rekedt az ország területén, ami fokozta az inflációt. Végül 1927-ben a pengő felváltotta a koronát 1 : 12 500 arányban.

## Érmék
A trianoni békeszerződés Csehszlovákiának ítélte Körmöcbányát (szlovákul Kremnica, Szlovákia), az akkori Magyarország egyetlen pénzverdéjét (miután a gyulafehérvárit [románul Alba Iulia, Románia] 1871-ben bezárták). Emiatt a verde gépeit Budapestre szállították, és különböző ideiglenes telephelyek után az újonnan alapított Állami Pénzverdében helyezték el.
A háború után csak 10 és 20 filléreseket vertek: először a Tanácsköztársaság idején az eredeti (1916 és 1918 évszámú) verőtövekkel, majd 1920 és 1921-ben már a megfelelő évszámokkal, de még mindig a korábbi mintával és „KB” verdejeggyel.